# Système Hornbostel-Sachs

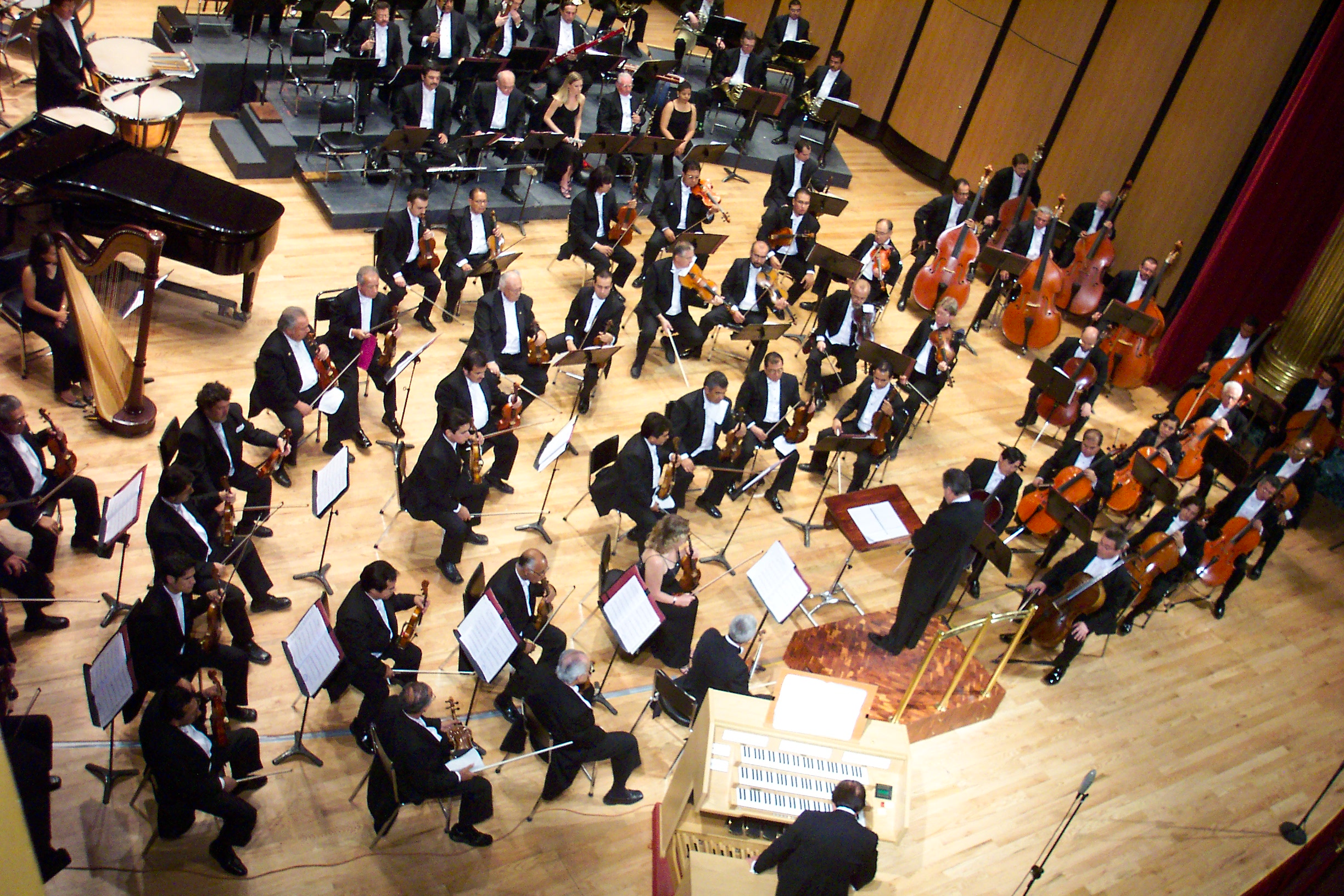
Orchestre Philharmonique de Jalisco, où sont représentées les quatre premières grandes classes d'instruments de musique selon Hornbostel et Sachs.

La classification Hornbostel-Sachs ou système Hornbostel-Sachs (parfois Sachs-Hornbostel tout court) est un système de classification des instruments de musique conçu par Erich von Hornbostel et Curt Sachs en 1914. Ce système ou ses dérivés sont les plus utilisés actuellement en organologie, en ethnomusicologie ou toute autre discipline qui demande une classification des instruments.
Le système a été mis à jour en 2011 dans le cadre des travaux du projet Musical Instrument Museums Online (ou MIMO project), qui donne accès en ligne aux collections de beaucoup de musées nationaux d'instruments de musique, et instruments anciens du monde entier, parmi les plus prestigieuses.

## Historique

### La classification de Mahillon
Victor-Charles Mahillon (1841-1924), fondateur du musée instrumental de Bruxelles (créé en 1877, actuel musée des instruments de musique de Bruxelles) est le créateur d'une classification des instruments de musique. Elle est inspirée d'une classification issue d'un texte hindou, le Nâtya-shâstra de Bharata Muni qui daterait du Ier ou IIe siècle av. J.-C., qui distingue les instruments « tendus » (tada vadya ou tata vâdya), c'est-à-dire les instruments à cordes, les instruments « recouverts » (annaddha ou avanaddha vâdya) qui correspondent aux instruments à membrane, les instruments « frappés » ou « solides » (ghana vâdya) qui sont les percussions sans membrane et les instruments « creux » (susira vadya ou shûsirâ vâdya) qui sont les instruments à vent.
En résumé, Mahillon répartissait les instruments en quatre grandes catégories, selon la nature du matériau à l'origine de la vibration produisant le son (ou « matière sonore vibrante ») :
- colonne d'air ;
- corde ;
- membrane ;
- corps de l'instrument lui-même.

Les dispositifs et les techniques de mise en action de ces quatre matériaux de base déterminent ensuite les sous-catégories.
Les trois premiers sont « les matières dites souples ou élastiques que représentent les cordes, les membranes et l’air ». Les derniers, appelés ultérieurement idiophones, en revanche, « sont [généralement] composés de matières rigides (végétales, animales ou minérales: bois, bambou, corne, [os], métal, pierre, plastique, verre...) ».
Mahillon, gestionnaire d'une collection importante d'instruments non européens, cherche un système de classification qui puisse se baser sur l'instrument en lui-même, en absence de données extérieures à sa structure physique, telles que la provenance, la fonction, le mode de jeu, etc. La classification Mahillon s'illustre d'abord dans le champ de l'ethnomusicologie et de l'organologie extra-européenne, mais elle permet également une étude beaucoup plus poussée des instruments européens.
La classification de Mahillon comporte quelques défauts, notamment le manque d'univocité, car un même instrument serait susceptible d'appartenir à deux classes distinctes. Mahillon classe par exemple le violon en instrument à cordes, ce qui est tout à fait logique (puisque c'est la vibration des cordes qui est à l'origine du son amplifié par la caisse de résonance) ; cependant, il est diffficile de dire si l'instrument doit être classé ensuite en instrument à cordes frottées ou pincées, le violon permettant ces deux modes de jeu. Mahillon, conscient de ce problème, essaye de justifier et clarifier son système en décrétant que seul l'usage « normal » compte pour la classification ; cependant, il peut être difficile de déterminer cet usage « normal » pour un instrument exotique, dont la provenance, le mode de jeu et la fonction ne sont pas connus. 
Mais même en ce qui concerne les instruments classiques européens, la détermination de cette « normalité » d'usage reste malaisée, notamment pour ce qui est du choix du critère de définition de la « norme » envisagée : par exemple les fréquences statistiques respectives des usages et des modes de jeu d'un instrument donné peuvent varier et évoluer drastiquement d'un type de musique à l'autre.

### Révision et systématisation par Sachs et Hornbostel
Les musicologues Curt Sachs (allemand, 1881-1959) et Erich von Hornbostel (autrichien, 1877-1935) établissent une révision et une systématisation de la classification de Mahillon, qu'ils publient en 1914. Il en existe une traduction française partielle dans le cours d'organologie de N. Meeùs. Ils réduisent les critères de classification à des éléments de la structure des instruments. Ainsi, même lorsque le critère est le mode de jeu (idiophones et membranophones), il peut être déduit de la structure de l'instrument uniquement.
De ce fait, il devient possible de classer chaque instrument sur la base d'un simple examen de ses caractéristiques intrinsèques et en l'absence de toute autre donnée concernant son mode de jeu, sa fonction, sa provenance. Il s'agit d'une classification d'ethnomusicologue, concernant en tout premier lieu la musique et les instruments extra-européens, à propos desquels les informations contextuelles sont souvent très succinctes.
Leur ambition est tout à la fois une extension du principe de base de la classification de Mahillon combinée à une description plus précise et sériée des dispositifs structuraux de production du son, afin de rendre possible la classification et la désignation exclusive (c'est-à-dire sans les ambiguïtés de Mahillon) de toutes les formes de tous les instruments issus de toutes les cultures du monde ; qu'il s'agisse d'instruments connus, à découvrir, ou même imaginables.

### Les limites du système et sa généralisation

#### Critère structural exclusif et extériorité
Le problème de cette classification vient de sa systématisation même. En effet, comme les critères se concentrent exclusivement sur des données uniquement physiques, perceptibles par le seul examen de l'instrument, toutes les autres données socio-musicales sont exclues du classement. Ainsi, on ne peut savoir si l'instrument est exclusivement à usage religieux, s'il n'est joué que pour une cérémonie particulière, ou encore s'il a une fonction primordiale dans les relations de groupe d'une culture donnée (communication par le biais de tambour, usage pour les danses sacrées, moyen de communion, identité nationale, etc.). En mettant de côté toutes réflexions sur le contexte culturel, ethnologique et sociologique des instruments, la classification Hornbostel-Sachs laisse une porte ouverte à la critique et à l'innovation.
En effet, la caractérisation et la classification d'un instrument n'est qu'une première étape de son analyse ; grâce à elles « certes, on va pouvoir  cataloguer l'instrument mais la question de son usage ne sera pas résolue, loin de là. La classification n’est donc qu’une étape préliminaire et l’étude organologique véritable ne se limite pas à la catégorisation de l’instrument étudié. Elle vise à sa connaissance la plus complète possible, aussi bien musicale (technique de jeu, tessiture, fonctionnement acoustique...) que socioculturelle (facture, symbolique, fonction, interdits...) ».
Cette classification H/S laisse aussi une grande part d'insatisfaction pour les musicologues et organologues qui se concentrent exclusivement sur la musique européenne (organologie médiévale ou renaissance, organologie des époques baroque, classique ou romantique). En effet, elle ne fait aucune distinction réelle entre des instruments aussi différents que le violon, la viole, la contrebasse, la guitare ou le luth qui sont tous classés dans la même catégorie, à savoir : 
-des cordophones→(classe « 3 ») 
- composites→(code « 32 » : le résonateur est une partie intégrante du corps de l'instrument), -ce sont des luths “génériques” dont le plan des cordes est parallèle à la surface du résonateur→(« 321 »), -avec un manche→(« 321.3 » : le support des cordes est une hampe), -le manche est “rapporté”→(« 321.32 » : « le manche est attaché au résonateur, ou sculpté dans son prolongement ») -et la caisse de résonance est en forme de “boîte”→(« 321.322 »). 
Soit la classe (ou indice organologique) : « 321.322 » qui désigne autant le violon que la guitare (entre autres). Et donc, notamment, ce système ne distingue pas les cordophones majoritairement à cordes frottées de ceux qui sont majoritairement à cordes pincées, les deux étant artificiellement réunis dans une même classe. Il est vrai que les violons peuvent aussi être joués en pizzicati (soit en pinçant la corde ; en jazz la contrebasse est même surtout jouée en pizzicati), et aussi que certains musiciens contemporains utilisent parfois un archet pour frotter les cordes d'une guitare, à titre d'expérimentation. Mais pour autant le dispositif de production du son, la tenue de l'instrument, les techniques de jeu, les contraintes et options structurelles pour ce qu'il en est de la lutherie sont bien différents entre un violon et une guitare, ce dont ne rend pas assez compte la classification de Hornbostels et Sachs.
En définitive, en s'en tenant par principe à une description extérieure objective (quasi objectale) des instruments et uniquement à des critères structuraux de discrimination sans introduire de différenciation par les modes de jeu ou de fabrication (pour entre autres éviter les chevauchements, les contradictions et l'émiettement des classes d'instruments), cette classification rejoint en l'inversant le défaut d'univocité reproché à Mahillon, ou le remplace par le stigmate d'une extériorité qui échoue à éviter toute confusion comme à empêcher les regroupements arbitraires ; puisque deux instruments trop différents sont cette fois susceptibles d'appartenir pourtant à une même classe.

#### Suffixes additionnels à la catégorisation
Bien sûr, Hornbostel et Sachs étaient conscients de cette difficulté, mais leur volonté principale était de résoudre l'équivocité qui entachait la classification de Mahillon (un même instrument dans deux classes différentes). Or, comme celle-là tient à la diversité des modes de jeux possibles sur un même instrument (violon à cordes frottées et à cordes pincées), ils ont volontairement tenu à l'écart le mode de jeu comme critère discriminant de sélection et de constitution des classes d'instruments. Ce faisant, ils prennent — en le sachant — le risque de tomber dans l'écueil inverse de celui de l'équivocité, à savoir le regroupement arbitraire (associant donc des instruments dont la parenté est trop lointaine et comme “extérieure”).
Pour limiter ce risque, ils ont créé des « suffixes additionnels » aux différents codes désignant les classes pour distinguer tout de même ce qui dans la structure ou la composition des instruments (mécanique du clavier, marteaux et feutres du piano, ou bien la présence d'adjuvants constants comme l'archet pour le violon) tient lieu d'éléments inducteurs du mode de jeu majoritaire en fonction de la façon dont l'onde sonore (par exemple la vibration des cordes) est provoquée [voir la section « Suffixes additionnels » de l'article consacré aux cordophones classés selon Horbostel-Sachs].
Ainsi le violon, dont le code de classe est « 321.322 » [voir ci-dessus], peut se voir attribuer les suffixes additionnels « 7 » (cordes mises en vibration par frottement), et « 1 » (au moyen d'un archet, par opposition à celles qui sont sollicitées par une roue — comme la vielle à roue — ou par un ruban). Le code de désignation du violon admet alors la désinence suivante : « 321.322-7-1 », lorsque le violon est joué avec l'archet. Mais ces suffixes sont donc interchangeables et n'appartiennent pas en propre au code de classe, si bien que le violon peut aussi être désigné par le même code avec un autre suffixe (ou désinence adjointe) : « 321.322-5 » (cordes actionnées par la main ou les doigts nus, sans plectre), lorsque le violon est joué en pizzicato.
De même le piano est désigné par le code « 314.122-4-8 » avec les suffixes « 4 » (cordes frappées par des marteaux) et « 8 » (lesquels sont actionnés par un clavier) [voir ci-dessous]. De plus la mécanique complexe du piano rend le dispositif de production du son plus contraignant et inducteur de jeu que pour d'autres instruments de facture plus simple. Cela laisserait imaginer que sa classification doit être plus stable que celle d'autres instruments plus souples. Pourtant, parfois le piano — par exemple dans l'interprétation de musique contemporaine (piano préparé) ou en Jazz — voit ses cordes pincées directement par les doigts du musicien à même le sommier du piano en se déplaçant au-dessus de la table d'harmonie dans le coffre du piano, en alternance avec le jeu sur le clavier, pour créer des effets de variation de timbre. Alors, dans ce cas, son code change de suffixe : « 314.122-4/5-8 » où « 4/5 » signifie que les cordes sont alternativement soit frappées par les marteaux soit jouées par les doigts nus du pianiste.
Autre exemple : la caisse de résonance de la guitare est parfois utilisée comme instrument de percussion (idiophone) frappé par la main ou les doigts du guitariste pour obtenir un effet rythmique particulier. C'est le cas par exemple de la technique de jeu du Golpe en guitare flamenca. Pourtant la guitare ne saurait être rangée réellement dans la famille des percussions.
Les suffixes additionnels permettent donc de tenir compte en partie de la grande variété des utilisations d'un même instrument inventées par les musiciens, au-delà de ses caractéristiques physiques. Toutefois les frontières entre les catégories d'instruments, quoique plus étanches que dans la classification de Mahillon, font qu'une même classe regroupe toujours des instruments dont les différences sont suffisamment marquées et non assez caractérisées pour que leur parenté structurale supposée ne paraisse pas étrange ou artificielle. 
Il n'en reste pas moins qu'actuellement, le système Hornbostel-Sachs demeure le plus utilisé car le plus scientifiquement stable et clair, malgré ses défauts.
D'ailleurs, toute taxonomie résulte d'une tension entre des particularités et leur généralisation : tenter de rapprocher et d'assimiler des singularités en les groupant selon certains de leurs points communs choisis pour les distinguer d'un autre groupement est toujours délicat. D'autant que l'on peut toujours trouver ou inventer un exemplaire atypique ou hybride qui déstabilise les principes qui ont prévalu un moment pour établir le système de classement. 
De ce fait la systématique d'une nomenclature n'est jamais absolue ni définitive, pas plus en organologie qu'en biologie (par exemple). 
Dans le cas des instruments de musique peut-être qu'une classification universelle serait illusoire, et qu'une solution consisterait alors à élaborer en parallèle plusieurs nomenclatures non superposables : par exemple une taxonomie des instruments selon leur usage social, une autre selon leur mode de jeu et de production du son, une autre selon leur matériau de base, et enfin celle-ci selon leur convergence de structure (etc.).

#### Variabilité des interprétations structurales
Dans certains cas, il existe des divergences dans les interprétations structurales de certains éléments organologiques, aboutissant à un classement du même instrument dans différentes catégories selon les auteurs. Le koto et le qin sont ainsi classés soit 312.22 soit 314.122  : dans le premier cas, la table d'harmonie incurvée est considérée comme essentiellement dérivée d'un prototype en section de bambou, dans le second cas elle est considérée comme une planche dotée d'un résonateur en forme de boîte. Le musée de la musique de la philharmonie utilise quant à lui pour ces instruments le nom de "cithare sur table bombée", plus exact d'un point de vue descriptif mais ne correspondant à aucune catégorie du système.

## Nomenclature
La nomenclature, telle que publiée par von Hornbostel et Sachs en 1914, compte quatre catégories : idiophones, membranophones, cordophones et aérophones. Il manque à cette nomenclature une cinquième catégorie, donnée par les nouvelles recherches et les spéculations de l'entre-deux-guerres sur l'usage de l'électricité dans la musique et sur les instruments. Curt Sachs en fait d'ailleurs le commentaire en 1940 et y ajoute la catégorie des électrophones.

### Principe
La classification Sachs–Hornbostel est modélisée d'après la classification décimale de Dewey, un système de numérotation multi-décimale utilisé pour les bibliothèques. Elle comporte cinq catégories de plus haut niveau qui possèdent chacune plusieurs niveaux inférieurs, donnant au total plus de 300 catégories de base. Un instrument est ainsi défini par une succession de chiffres : par exemple, le xylophone est placé dans le groupe labellisé 111.212 (des points sont généralement ajoutés après chaque groupe de trois chiffres pour simplifier la lecture). Après ces chiffres, un certain nombre de suffixes peuvent être ajoutés. Un 8 indique que l'instrument comporte un clavier, tandis qu'un 9 signifie qu'il est actionné mécaniquement. En outre, chaque classe de plus haut niveau comporte un certain nombre de suffixes indiquant des détails qui ne sont pas considérés comme cruciaux quant à la nature des instruments. Par exemple, dans la classe des membranophones, des suffixes explicitent si la peau d'un tambour est collée, clouée ou attaché à son corps.
Un long numéro de classification n'indique pas nécessairement que l'instrument est complexe. Par exemple, le clairon possède le numéro 423.121.22, bien qu'il soit relativement simple (il s'agit essentiellement d'un tube conique courbé dans lequel on souffle et qui ne comporte aucun trou ou piston). La classification du clairon se décompose ainsi :
- 4 : il s'agit d'un aérophone (un instrument à vent)
- 42 : l'air vibrant est confiné dans l'instrument
- 423 : les lèvres du musicien provoquent directement la vibration de l'air (par contraste avec un instrument à anche comme la clarinette, ou avec un instrument dans lequel le son est produit par un flux d'air se brisant sur un biseau comme les flûtes)
- 423.1 : les lèvres du musicien sont le seul moyen de modifier le son de l'instrument, et notamment sa hauteur (car le clairon ne comporte aucun piston ni trou de jeu)
- 423.12 : l'instrument est tubulaire (plutôt qu'un instrument en forme de conque)
- 423.121 : le musicien souffle dans l'extrémité du tube (par opposition à un instrument dans lequel on souffle sur le côté du tube, comme une flûte traversière)
- 423.121.2 : le tube est courbé ou replié (par opposition à droit)
- 423.121.22 : l'instrument comporte une embouchure.

La classification 423.121.22 n'identifie pas le clairon de manière unique, mais l'identifie comme un certain type d'instrument qui possède de nombreux points communs avec les autres instruments de la même classe. Le lur, un instrument remontant à l'âge du bronze, est également classifié comme 423.121.22.
Le piano (ancien) est désigné par la classification 314.122-4-8, ce qui correspond aux ensembles suivants :
- 3 : il s'agit d'un cordophone (un instrument à cordes)
- 31 : cordophone simple, ou cithare
- 314 : cithare planche
- 314.1 : cithare planche proprement dite
- 314.12 : l'instrument comporte un résonateur
- 314.122 : le résonateur est en forme de boîte
- 314.122-4 : l'instrument est joué avec des marteaux
- 314.122-4-8 : l'instrument possède un clavier

Le piano moderne, qui ne possède pas de fond, est classé quant à lui dans les cithares planches
Dans le cas du piano, les termes « -4 » et « -8 » sont des suffixes additionnels à la catégorie des cordophones.
L'indice organologique de chaque instrument est sa carte d'identité au sein du système Hornbostel-Sachs. Il convient cependant de préciser qu'étant donnée une certaine complexité, ce système est assez peu répandu dans le grand public ; il permet toutefois de retrouver rapidement les caractéristiques premières d'un instrument à l'intérieur de la nomenclature. Il est cependant rare qu'on parle du piano comme le numéro 314.122-4-8 de la nomenclature Hornbostel-Sachs.
Il est possible de classer des instruments même s'ils comportent des éléments de plus d'un groupe. Ils possèdent alors des numéros particulièrement longs avec des tirets ou des deux-points. Hornbostel et Sachs citent d'ailleurs le cas de diverses cornemuses où certains des tuyaux possèdent une anche simple (comme une clarinette) et d'autres une anche double (comme un hautbois).

### Idiophones
Les idiophones constituent la grande classe S/H numéro « 1 » des instruments de musique. 
Dans un idiophone, le son est issu directement de la substance même de l'instrument, par la mise en vibration du matériau de son corps en raison de sa solidité, sa dureté ou son élasticité, sans avoir recours à une mise en tension d'une quelconque partie de l'instrument ; et c'est la vibration du matériau qui entraîne celle de l'air, et non le flux d'air brisé qui entre en ondulation, fait vibrer le corps de l'instrument et l'air ambiant comme dans le cas d'un aérophone.
La classification Hornbostel-Sachs prévoit quatre modes de jeu (ou de mise en vibration du matériau) induits par la structure de l'instrument idiophone : percussion (classe « 11 »), pincement (« 12 »), frottement (« 13 ») et souffle (« 14 »).

#### Idiophones frappés
Chez les idiophones dits “frappés”, il est d'abord fait distinction entre les idiophones frappés directement (« 111 ») et ceux qui le sont indirectement (« 112 ») : 
- Dans le premier cas, le musicien, pour chaque son qu'il veut produire, frappe un coup sur l'instrument lui-même (un choc = un son) de telle façon que le son advienne : 
  - soit lorsque deux ou plusieurs parties de l'instrument sont entrechoquées par le musicien (idiophones “à concussion” : « 111.1 »), chacune étant sonore et de forme similaire à l'autre : qu'il s'agisse de “bâtons” (claves), “plaques” (cliquette), “gouttières”, ou “récipients” (castagnettes ou cymbales) ;
  - soit lorsque le corps sonore  de l'instrument — en une seule partie isolée ou en plusieurs parties groupées — est immobile et percuté (idiophones “à percussion” : « 111.2 ») par un objet non sonore comme des baguette(s) ou mailloche(s) ou encore par les mains, les doigts du musicien ; là encore la forme peut être en “bâtons” (groupés : xylophone...), en “plaques” (groupées : vibraphone...), en “tube” (wood-block-cylindre...), ou en “récipients” (gong, cloche...) ; ou bien c'est l'instrument lui-même qui est projeté contre un objet non sonore (le corps du musicien, le sol...)[15].
- Tandis que dans le second cas (un mouvement = plusieurs sons), l'instrument sonore (à formes diverses indexées) est soit secoué (« 112.1 ») de sorte que ses parties s'entrechoquent de manière externe (hochets, sistres), ou à l'intérieur d'un récipient (maracas) ou encore renversé (bâton de pluie) ; soit l'instrument est strié ou dentelé et raclé (« 112.2 », comme le güiro par exemple) ; soit enfin l'instrument est fendu (« 112.3 » : deux ou plusieurs baguettes souples sont liées à une extrémité et s'entrechoquent à l'autre extrémité, par exemple une tige de bambou creux qui est fendue mais pas jusqu'au bout)[15].

Les idiophones frappés indirectement ne produisent généralement pas de son à hauteur déterminée (crécelle, maracas), ce qui est souvent le cas en revanche pour les idiophones frappés directement (triangle, balafon, gong).

#### Idiophones pincés
Le pincement pour les idiophones (classe « 12 ») doit être imaginé dans le même sens que lorsqu'il s'agit de pincer une corde d'un violon ou d'une guitare chez les cordophones par exemple. Pour les idiophones, cela se concrétise par exemple sous la forme d'un pincement de lamelle, ce qui définit le sous-ensemble des lamellophones : des lamelles fixées à une extrémité sont fléchies, puis lâchées pour vibrer librement, et leur vibration est souvent amplifiée par un résonateur (boîte, récipient, fruit évidé séché, ou bouche du musicien par exemple pour la guimbarde).
On distingue deux formes génériques d'idiophones pincés : soit la (ou les) lamelles (en bois ou plus souvent en métal) vibrent dans un “cadre” (« 121 ») comme c'est le cas par exemple pour la guimbarde eurasienne, soit les lamelles sont fixées par un bout à un support (planche ou résonateur), laissées libres à l'autre bout et légèrement surélevées par un sillet (comme celui des cordophones) ; ces lamelles sont disposées comme les dents d'un “peigne” (« 122 ») : c'est le cas par exemple pour le mbira (ou le kalimba ou la sanza) africains ou la marímbula caraïbe.

#### Idiophones frottés
Les idiophones frottés (classe « 13 ») présentent un ou plusieurs éléments (en forme de tige, de plaque ou de récipient) qui peuvent être isolés ou groupés, et à friction directe ou indirecte .
Par exemple le « violon de fer » (parfois : « violon à aiguilles/ à clous », ou encore « harmonica à clous de fer », nail violin en anglais ou violín de clavos en espagnol) est un idiophone frotté, à “tiges” (« 131 ») de métal, lesquelles sont groupées, et à friction directe (par un archet), son index S/H est donc « 131.21 ».
En revanche, l'euphone de Chladni, qui partage avec le violon de fer les quatre premiers rangs de son code, voit son dernier chiffre différer, car ses tiges groupées sont à “friction indirecte” (donc « 131.22 ») : il comporte 42 petits cylindres (ou « archets de verre »), frottés au doigt mouillé, dont la vibration se communique par un mécanisme à des tiges métalliques encastrées à l'intérieur dans une table d’harmonie métallique, avec plusieurs dispositifs optionnels d'amplification et d'effets sonores. Violon de fer et euphone sont aujourd'hui plutôt tombés en désuétude, sauf à titre de curiosité muséale.
Autre exemple, la scie musicale est un idiophone frotté en forme de “plaque” (« 132 ») isolée et à friction directe (encore par un archet) ; son indice organologique S/H sera donc : « 132.11 ».
Enfin, le glassharmonica ou harmonica de verre, dérivé du verrillon et inventé par Benjamin Franklin en 1761, qu'on entend entre autres dans La Flûte enchantée de Mozart (ou dans son Adagio et rondo pour harmonica de verre, flûte, hautbois, alto et violoncelle, KV 617) et qui est surnommé « orgue angélique » par Paganini, est un idiophone frotté en forme de “récipients” (« 133 ») qui sont groupés (sur un axe rotatif) et à friction directe (par les doigts mouillés du musicien) ; son indice organologique S/H est donc : « 133.21 ». Il est une extension mécanique du « verre chantant » au doigt mouillé que les enfants connaissent.

#### Idiophones soufflés
Enfin, les idiophones soufflés (classe « 14 ») sont très rares. Ils sont souvent munis de dispositifs comparables à ceux de l'harmonium, notamment clavier, pédales et soufflets. Comme les précédents, ils peuvent être à tiges (« 141 ») ou à plaques (« 142 »), isolées (on n'en connaît pas encore) ou groupées. 
Par exemple, l'aeolsklavier (ou æolsklavier) est un idiophone soufflé à clavier (suffixe additionnel « -8 ») et à “tiges” groupées, inventé en 1825 par Schortmann de Buttelstädt. Il était équipé d'une pédale qui déclenchait un jeu de soufflets (un pour chaque note) dont le flux d'air mettait en vibration un ensemble de fines lamelles de roseau ; sa sonorité était douce et éthérée, mais il n'a pas eu de postérité. Il est codé : « 141.2-8 ». 
Un autre exemple, lui aussi disparu aujourd'hui, est le piano chanteur, idiophone à clavier, à soufflet et à “plaques” groupées, breveté par Gustave Baudet à Paris en 1878 et où le flux d'air active une série de tiges d'acier accordées. Il est codé « 142.2-8 ».
L'usage des idiophones reste assez peu courant en musique européenne dite “savante” (si ce n'est le triangle, les cymbales ou le xylophone), mais ils sont plus fréquents en musique extra-européenne.

### Membranophones
Les membranophones représentent la grande classe S/H numéro « 2 ». 
Dans un membranophone, le son est principalement produit par la mise en vibration d'une membrane tendue.
Comme pour les idiophones, on distingue quatre sous-classes : 
1. D'abord les membranophones “frappés” (« 21 »), soit “directement” → « 211 », soit “indirectement” → « 212 », cette dernière classe étant parfois nommée membranophones “secoués” ou encore “tambours hochets”[15]. Cette catégorie des membranophones à percussion regroupe, sauf exception, tous les tambours. Et elle est de loin la plus représentée dans le monde, et celle qui compte la plus grande variété de membranophones. 
Chacune des deux catégories — à frappe directe ou indirecte — est plus avant déclinée selon la forme globale du tambour : “hémisphérique” (à frappe directe → « 211.1 » comme les timbales, à frappe indirecte → « 212.1 ») ou “tubulaire” (à frappe directe → « 211.2 », indirecte → « 212.2 »). La deuxième forme globale (tubulaire) est à son tour déclinées en sous-catégories selon la forme spécifique du tube-tambour : en “cylindre”, en “tonneau”, en “double cône”, en “sablier”, en “cône”, en “gobelet”. Ces sous-catégories sont là encore valables aussi bien pour les membranophones à frappe directe que pour ceux à frappe indirecte, avec un index différent. Chacune de ces formes de tube est encore déclinée selon trois couples d'opposition :   instruments à une seule membrane/à deux membranes, si une seule membrane : ouverts/fermés (l'extrémité sans membrane est ouverte ou fermée) ; si deux membranes : isolés/groupés. Et chaque fois avec un code différent à sept chiffres. Par exemple, le conga est un membranophone (2) à frappe (1) directe (1), tubulaire (2), en forme de tonneau (2), à une seule membrane (1) et ouvert (1), qui est donc codé : « 211.221.1 ».
2. Ensuite les membranophones “pincés” (« 22 »), rares, ou parfois classés comme cordophones, car c'est le pincement d'une corde fixée à la membrane qui met cette dernière en vibration et produit le son (exemple : le gopiyantra indien[15],[21]).
3. Puis les membranophones “frottés” (ou “à friction” : « 23 »), où la membrane est mise en vibration par le frottement soit d'un bâton (« 231 ») “inséré” dans un trou de la membrane (« 231.1 », que ce bâton soit “fixe” comme dans la cuica brésilienne, ou “libre” comme dans la zambomba espagnole[22]) ; soit d'un bâton “noué” à la membrane (« 231.2 »). Ou par le frottement d'une “corde” (« 232 », comme dans le waldteufel[23]). Ou encore, le musicien frotte la membrane directement avec sa main (« 233 »).
4. Enfin, les membranophones “soufflés”, dits aussi membranophones “chantants”, ou encore “mirlitons”  génériques (« 24 »)[15], que ceux-ci soient “libres” (papier sur peigne → « 241 »), ou qu'ils comportent un “tube” ou un “récipient” (kazoo → « 242 »). Généralement, dans ces instruments, la membrane modifie seulement un son allogène (la voix, par exemple), sans produire de son par elle-même.

Cette classe des membranophones est assorties de nombreux suffixes additionnels selon le mode de fixation et de tension qui est appliqué à la membrane.

### Cordophones
Les cordophones représentent la grande classe S/H numéro « 3 ». 
Dans un cordophone le  son est produit par la mise en vibration d'une ou plusieurs cordes, tendues entre deux points. Ce groupe comprend tous les instruments appelés instruments à cordes dans la culture occidentale, ainsi que certains claviers comme les pianos et les clavecins.

### Aérophones
Les aérophones représentent la grande classe S/H numéro « 4 ».

Les aérophones produisent du son grâce à l'émission d'un flux d'air mis en circulation par le souffle du musicien ou par différents systèmes à l’intérieur de l’instrument ; ou bien du fait d'un déplacement rapide dans l'air ambiant du corps de l'instrument. C'est l'air lui-même qui entre en vibration et qui représente la matière vibrante à l'origine de l'onde sonore , et non le matériau de l'instrument : ce dernier ne vibre pas en lui-même (ce n'est pas un idiophone, où la vibration du matériau entraîne celle de l'air : ici c'est l'inverse) ; et il ne comporte aucune corde ou membrane (ce n'est donc pas non plus un cordophone, ni un membranophone, même si ce dernier nécessite aussi parfois un flux d'air comme le kazoo).

### Électrophones
Le dernier groupe des électrophones, ajouté par Sachs en 1940, décrit les instruments utilisant l'électricité.